# Opere di Piero del Pollaiolo
Quello che segue è un elenco cronologico delle opere di Piero del Pollaiolo, pittore italiano del primo Rinascimento.
Fratello minore del più noto Antonio del Pollaiolo, Piero è da sempre stato nell'ombra di quest'ultimo, tanto che ancora oggi il corpus delle sue opere non risulta ben definito e molte attribuzioni sono altalenanti tra i due fratelli.

## Opere
| Immagine | Titolo                                               | Data                | Dimensioni     | Tecnica e supporto       | Luogo, città e Paese di conservazione                       | Annotazioni | N.     |
| -------- | ---------------------------------------------------- | ------------------- | -------------- | ------------------------ | ----------------------------------------------------------- | --- | ------ |
|          | Ritratto femminile                                   | c. 1465             | 52.2×36.2 cm   | olio su tavola           | Gemäldegalerie, Berlino, Germania                           | Alternativamente attribuito al fratello Antonio del Pollaiolo |        |
|          | Arcangelo Raffaele e Tobiolo                         | c. 1465–1470        | 187×118 cm     | olio su tavola           | Galleria Sabauda, Torino, Italia                            | |        |
|          | Pala del cardinale del Portogallo                    | c. 1467–1468        | 172×179 cm     | tempera su tavola        | Galleria degli Uffizi, Firenze, Italia                      | In collaborazione col fratello Antonio del Pollaiolo | [ 1 ]  |
|          | Carità                                               | c. 1469–1470        | 168×90.5 cm    | tempera grassa su tavola | Galleria degli Uffizi, Firenze, Italia                      | | [ 2 ]  |
|          | Fede                                                 | c. 1469–1470        | 168×90.5 cm    | tempera grassa su tavola | Galleria degli Uffizi, Firenze, Italia                      | | [ 3 ]  |
|          | Temperanza                                           | c. 1469–1470        | 168×90.5 cm    | tempera grassa su tavola | Galleria degli Uffizi, Firenze, Italia                      | | [ 4 ]  |
|          | Prudenza                                             | c. 1469–1472        | 168×90.5 cm    | tempera grassa su tavola | Galleria degli Uffizi, Firenze, Italia                      | Alcuni studiosi ritengono che all'esecuzione di alcune figure delle Virtù, fra cui quella della Prudenza, possa aver partecipato il fratello Antonio del Pollaiolo             | [ 5 ]  |
|          | Speranza                                             | c. 1469–1472        | 168×90.5 cm    | tempera grassa su tavola | Galleria degli Uffizi, Firenze, Italia                      | Oltre alla piena paternità di Piero, vi è anche chi propone una collaborazione col fratello Antonio del Pollaiolo, mentre altri l'attribuiscono interamente al fratello stesso | [ 6 ]  |
|          | Giustizia                                            | c. 1469–1472        | 168×90.5 cm    | tempera grassa su tavola | Galleria degli Uffizi, Firenze, Italia                      | Oltre alla piena paternità di Piero, vi è anche chi propone una collaborazione col fratello Antonio del Pollaiolo, mentre altri l'attribuiscono interamente al fratello stesso | [ 7 ]  |
|          | Ritratto di giovane dama                             | c. 1470             | 45.5×32.7 cm   | tempera e olio su tavola | Museo Poldi Pezzoli, Milano, Italia                         | Alternativamente attribuita al fratello Antonio del Pollaiolo | [ 8 ]  |
|          | Apollo e Dafne                                       | c. 1470–1480        | 29.5×20 cm     | olio su tavola           | National Gallery, Londra, Regno Unito                       | Precedentemente attribuito solo al fratello Antonio del Pollaiolo e da alcuni proposta una collaborazione tra i due fratelli                                                   | [ 9 ]  |
|          | Ritratto di Galeazzo Maria Sforza                    | c. 1471             | 65×42 cm       | tempera su tavola        | Galleria degli Uffizi, Firenze, Italia                      | | [ 10 ] |
|          | Martirio di San Sebastiano                           | completato nel 1475 | 291.5×202.6 cm | olio su tavola           | National Gallery, Londra, Regno Unito                       | Precedentemente attribuito solo al fratello Antonio del Pollaiolo e da alcuni proposta una collaborazione tra i due fratelli                                                   | [ 11 ] |
|          | Ritratto femminile                                   | c. 1475             | 50×34.5 cm     | tempera su tavola        | Galleria degli Uffizi, Firenze, Italia                      | Alternativamente attribuito al fratello Antonio del Pollaiolo |        |
|          | Ritratto femminile                                   |                     | 46.3×32.5 cm   | tempera su tavola        | Metropolitan Museum of Art, New York, Stati Uniti d'America | Alternativamente attribuito al fratello Antonio del Pollaiolo |        |
|          | Annunciazione                                        | c. 1480–1485        | 150.5×174.5 cm | olio su tavola           | Gemäldegalerie, Berlino, Germania                           | | [ 12 ] |
|          | Incoronazione della Vergine Maria con Angeli e Santi | 1483                | 328×242.2 cm   | olio su tavola           | Chiesa di Sant'Agostino, San Gimignano, Italia              | Firmato e datato sulla cornice: "OPVS PIERI POLAIOLI FLOR. A. D. MCCCCLXXXIII"                                                                                                 | [ 13 ] |